# August Sauthoff
August Sauthoff (* 24. März 1876 in Madison, Wisconsin; † 19. September 1950 ebenda) war ein US-amerikanischer Arzt und Psychiater.

## Leben
August Sauthoff war Sohn des 1852 aus Hollenstedt (Northeim) eingewanderten Schneiders  Heinrich Christian August Sauthoff (1832–1885), Bruder des Rechtsanwalts und Politikers Harry Sauthoff und Neffe des Moringer Stadtkämmerers Heinrich Sauthoff.
Nach dem frühen Tod des Vaters wuchs August Sauthoff mit seinen drei Geschwistern in sehr beschränkten Verhältnissen auf. Er besuchte Ella Larkin's School und darauf die Highschool mit Abschluss 1894. Darauf studierte er an der Universität Madison mit Abschluss 1898, was ihm durch die Unterstützung seines älteren Bruders Berthold ermöglicht wurde. Anschließend arbeitete er vier Jahre lang als Lehrer an den Highschools von Poynette und Sauk City, um die Ausbildung seines jüngeren Bruders Harry zu finanzieren. 1902 konnte er nun mit Unterstützung von Berthold und Harry sein Wunschstudium Medizin am Rush Medical College beginnen, das er 1905 abschloss.
Nach dem Studium erhielt er sogleich die Arzt-Zulassung für Wisconsin, und nachdem er die Prüfungen für den Öffentlichen Dienst mit Bestnoten bestanden hatte, wurde er gemäß seinem Spezialgebiet 1906 im Mendota Mental Health Institute angestellt. Seine Patienten behandelte er mit großer persönlicher Zuwendung, wobei ihm seine vielfältigen Sprachkenntnisse sehr halfen. Schon als Jugendlicher hatte er sich bei seiner Arbeit im Old Mose Nelson Grocery Store Grundkenntnisse des Norwegischen erworben, was er während seines Studiums vervollkommnete. Er sprach Englisch und Deutsch und erwarb sich Kenntnisse des Französischen, Italienischen und Polnischen. 1908 heiratete er Mary Blakelidge († 1930), die als Psychiaterin im Mendota Mental Health Institute arbeitete. Seine Psychiatrie-Kenntnisse vertiefte er durch Aufenthalte an der Universität Hamburg, am Manhattan Hospital New York,  und bei Alfred Adler. 1924 wurde er Clinical Director und 1929 Assistant Superintendent. 1937 begann Sauthoff zusammen mit Hans. H. Reese vom Wisconsin Psychiatric Institute in Madison, Schizophrenie-Patienten mit Insulin bzw. Metrazol zu behandeln, und fand, dass mit Insulin deutlich bessere Behandlungserfolge erreicht werden konnten. Durch seine Arbeit und seine Behandlungen erwarb sich Sauthoff als Arzt und Psychiater eine hohe Anerkennung.
Sauthoff ging am 31. Januar 1948 in den Ruhestand. Danach war er als psychiatrischer Berater tätig, reiste und ging seinen Hobbys nach. Sauthoff war Mitglied einer Freimaurerloge (Madison Masonic Commandery Concordia Lodge No 81), Mitglied der Madison Turner Society und des Maennerchors. Bei einem Deutschlandbesuch besuchte er deutsche Verwandte und unterstützte sie nach dem Zweiten Weltkrieg mit CARE-Paketen und Arzneimitteln.
Sauthoff starb an den Folgen eines Autounfalls. Die Sauthoff Road in Madison ehrt August und Mary Sauthoff.